# 林武 (畫家)

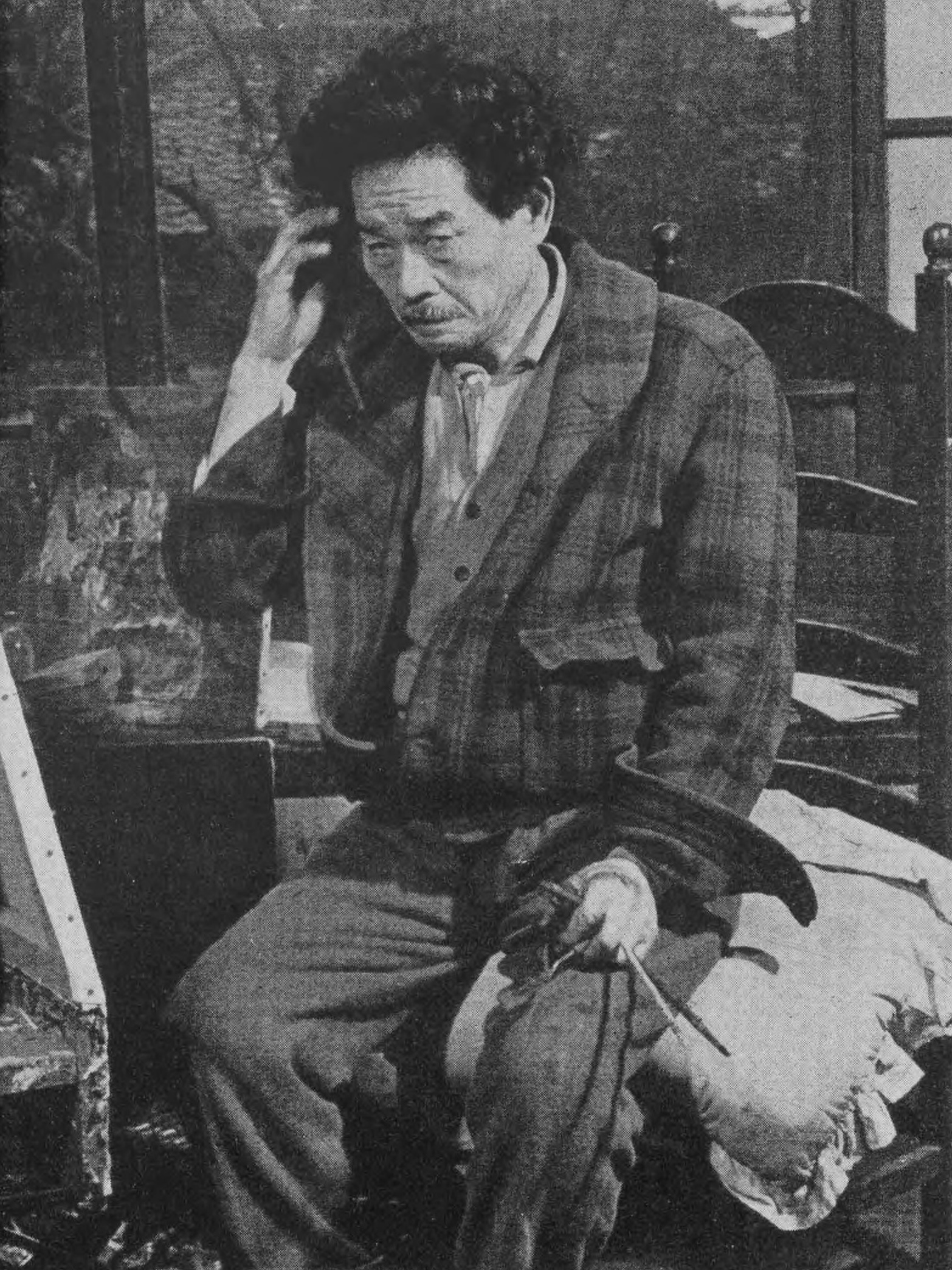
林武

林武 （日语：はやし たけし, 1896年12月10日—1975年6月23日），男，東京都人，日本洋畫家。東京藝術大學教師。文化勳章獲得者。從三位受位者。1896年出生於東京。他從大正時代末期以西洋畫風開始了他的職業生涯，透過使用多種原色使繪畫變得生動的技巧來描繪女性、花卉、風景等，從而獲得了人氣。晚年任職國家語言委員會主席。孫子是林潤，前日本國會議員。